# 阿联酋货运航空

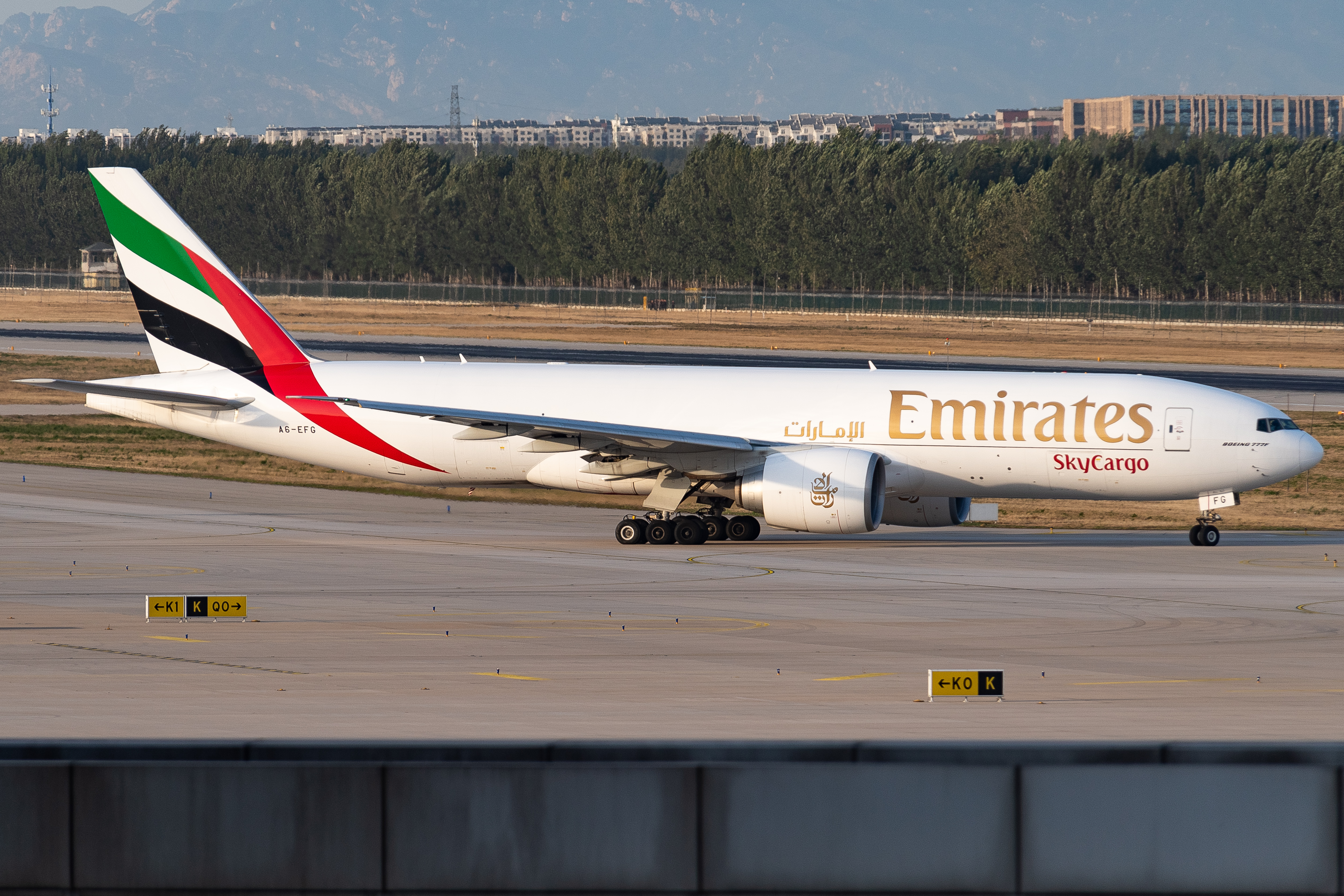
阿联酋货运航空波音777F（2020年）

阿联酋货运航空（阿拉伯语：‎）是阿联酋的一家货运航空公司，隶属于阿聯酋航空。